# エクセター (ニューハンプシャー州)
エクセター （英: Exeter）は、アメリカ合衆国ニューハンプシャー州ロッキンガム郡の町である。人口は1万6049人（2020年）。1997年までロッキンガム郡の郡庁所在地だったが、その後隣接するブレントウッドに郡庁舎が移された。町内には私立大学準備校のフィリップス・エクセター・アカデミーがある。エクセター川が、潮汐のあるスカムスコット川に注ぐ場所に町がある。
町の都心部はアメリカ合衆国国勢調査局によって国勢調査指定地域に指定されている。

## 歴史

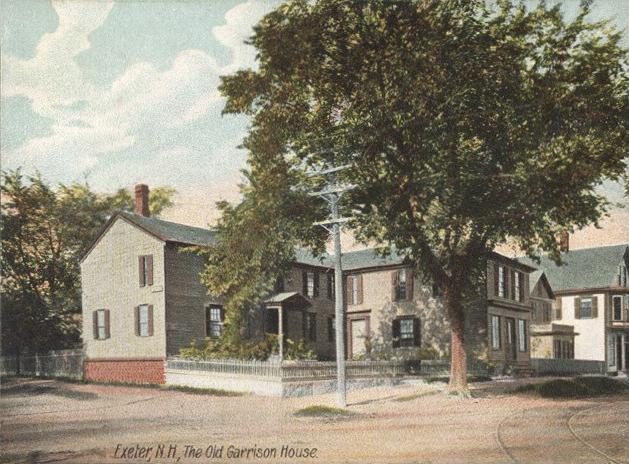
ギルマン・ガリソン邸、1906年

エクセターとなった地域はかつて、ペナクック族インディアンの支族であるスカムスコット族の領土であり、エクセター川が、潮汐のあるスカムスコット川に注ぐ場所にある滝周辺で漁を行っていた。その滝の周辺にエクセターの町が発展することになった。1638年4月3日、ジョン・ウィールライト牧師達が、インディアンの酋長ウィハノウノウィットから土地を購入した。ウィールライトは義妹のアン・ハッチンソンの反体制的宗教観を共有したことで、ピューリタンが支配するマサチューセッツ湾植民地から追放されていた。ウィールライトは町を作るために175人を連れて来て、町名をイングランドのデヴォン州エクセターから採った。当初の地方政府はマサチューセッツの政府と結ばれていたが、1679年にニューハンプシャーが別の植民地になって、それに属するようになり、1769年から郡という行政単位も導入された。
エクセターはこの地域では最初にできた4つの町の1つであり、ニューマーケット、ニューフィールズ、ブレントウッド、エッピング、フレモントの町を含んでいた。1639年7月4日、エクセターの自由人35人が、ウィールライトの書いた町政府を作るための文書であ「エクセター同盟」に署名した。開拓者は狩猟、農作、漁労を行っていた。他に牛や豚を飼う者もおれば、屋根板や樽板を作る者もいた。
下段の滝にある島の東側にトマス・ウィルソンが最初の製粉所を開いた。この製粉所はエクセター入植の最初のシーズンに開設され、トマスが死んだ1643年にはその息子のハンフリーが製粉所を引き継いだ。
エクセター初期の開拓者には、ギルマン、フォルソム、リービット各家などマサチューセッツのヒンガムから来ている者がいた。1647年、エドワード・ギルマン・ジュニアが最初の製材所を設立し、1651年にはギルマンが木材、板材、マストの成長事業を遂行するために50トンのスループ船を持っていた。1653年、ギルマンは製材所のための装置を買うためにイングランドに渡航中に亡くなったが、その家族が製材業者、造船業者、商人、政治家として著名な一家になった。
アメリカ合衆国国定歴史建造物に指定されるギルマン・ガリソン邸や、アメリカ独立博物館はどちらもギルマン家の家屋だった。ギルマン家は、フィリップス・エクセター・アカデミーが現在立っている土地も寄付しており、そのキャンパスでは最古の部分である当初の庭も含んでいる。エクセターのギルマン家からは、アメリカ合衆国憲法に署名したアメリカ合衆国建国の父ニコラス・ギルマンが出た他、ニューハンプシャー州には知事、財務官、州会議員、裁判所判事を輩出してきた。

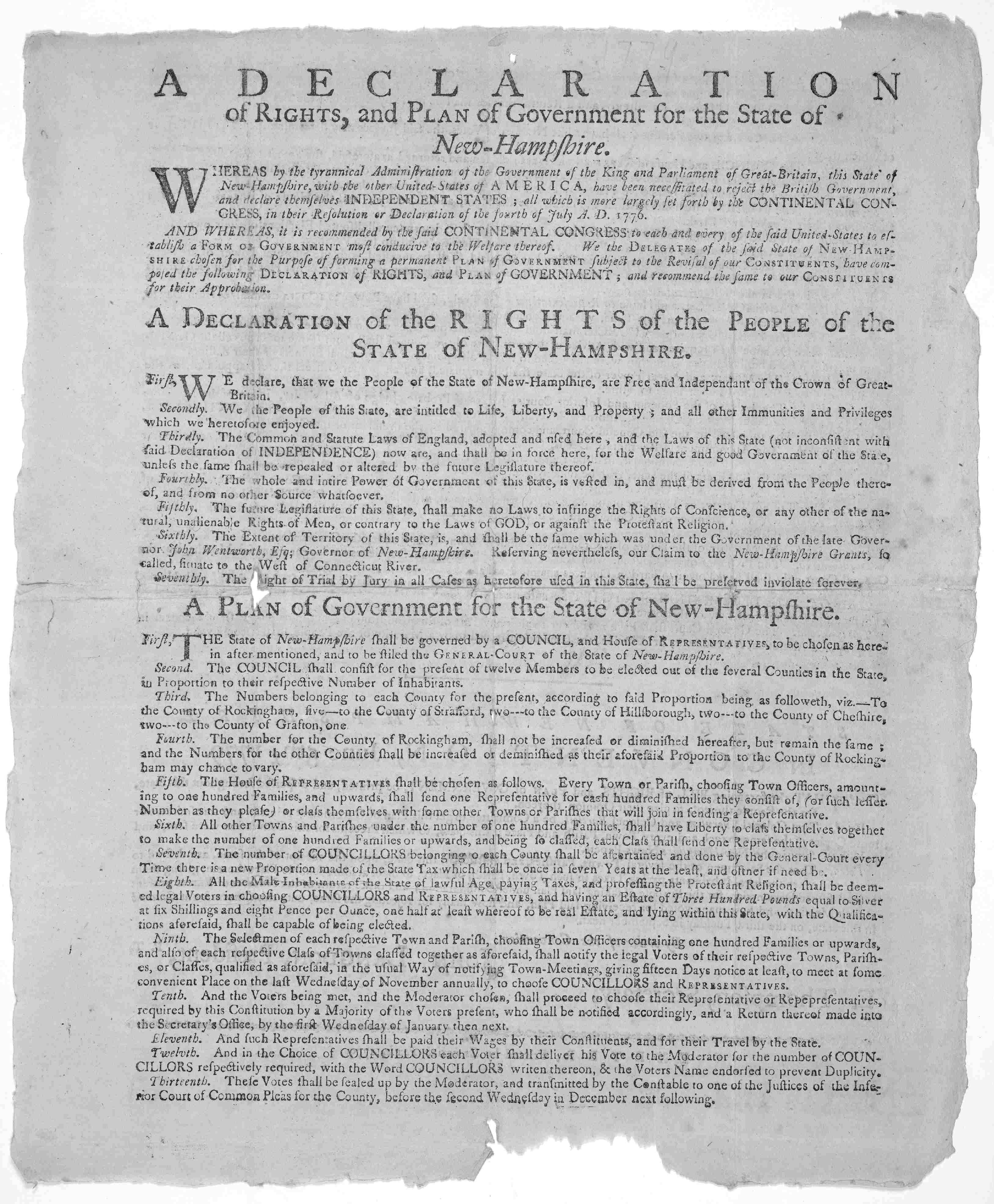
「ニューハンプシャー州の人権宣言と政府計画」1779年6月のニューハンプシャー会議で採択された

ギルマン家はポーツマスを母港にする船を所有し、遠く西インド諸島まで貿易を始めた。それは危険性の高い事業だった。例えば1803年の航海では、ジョン・テイラー・ギルマン知事、オリバー・ピーボディ、ギルマン・リービット大佐他が所有する180トンのクリッパー船オリバー・ピーボディが、ホレーショ・ネルソン提督の指揮するイギリス海軍のブリッグから乗り込まれた。ネルソンはフランスに対する海上封鎖を実行しており、船の船長スティーブン・ギルマンにグラス1杯のワインを提供し、積載貨物についてはスペインのドルで支払った。この航海はエクセターの大望ある商人が、その貿易遠征で如何に遠くまで行っていたかを示している。
エクセターがインディアンから最後に襲われたのは1723年8月であり、1725年までにインディアンはこの地域から去っていた。1774年、植民地総督ジョン・ウェントワースがポーツマスの議事堂から集会を禁じた後で、反抗した植民地会議がエクセターの町役場で集会を始めた。1775年7月、植民地会議はポーツマスのイギリス側役人から植民地の記録を押収し、エクセターに持ってきた。このことでエクセターはアメリカ独立戦争期のニューハンプシャー州都となり、コンコードに州都が移されるまでの14年間続いた。
1827年、エクセター製造会社が川傍に設立され、水力を使って綿繊維を製造した。その他、短靴、鞍、ハーネス、木材、箱、レンガ、4輪馬車、自転車が製造された。1836年、エクセターでは最後のスクーナーが進水した。1840年、ボストン・アンド・メイン鉄道が町に入って来た。
元州知事のヒュー・グレッグに拠れば、エクセターの共和党は1853年10月12日、スカムスコット・ホテルで、エイモス・タックなど奴隷制度廃止運動家による秘密の集会で生まれた。この集会でタックは、共和党と呼ぶ新しい政党の結成を呼び掛けた。1853年12月、「ニューヨーク・トリビューン」のホレス・グリーリーはタックの集会を知った時に、「共和党という名前が一番いいと思う。ジェファーソン主義者にもマディソン主義者にも通りが良く、それ故に受け入れられやすい」と述べていた。共和党で最初の大統領エイブラハム・リンカーンは1860年にエクセターを訪れていた。その息子であるロバート・トッド・リンカーンは、1781年にジョン・フィリップス博士が設立した大学準備学校フィリップス・エクセター・アカデミーに入学した。町には1867年に設立されたロビンソン女子神学校もあり、それ以前は1826年に設立されたエクセター女子アカデミーと呼ばれていた。その目立つ第二帝政期建築の校舎は1869年に完成したが1961年に焼失した。
1965年9月、ユージーン・バートランドとデイビッド・ハントというエクセターの2人の警官が、地元のティーンエージャーであるノーマン・マスカレロと共に、近距離から明るい赤のUFOを目撃した。この件は全国紙でも取り上げられ、ジャーナリストのジョン・G・フラーが著した『エクセター事件』はベストセラーになった。この3人の目撃者に対し、空軍は彼らが観察した妙な物体を識別できなかったことを認め、UFOマニアからは記録に残る最大級に印象的なUFO目撃談だと見られている。

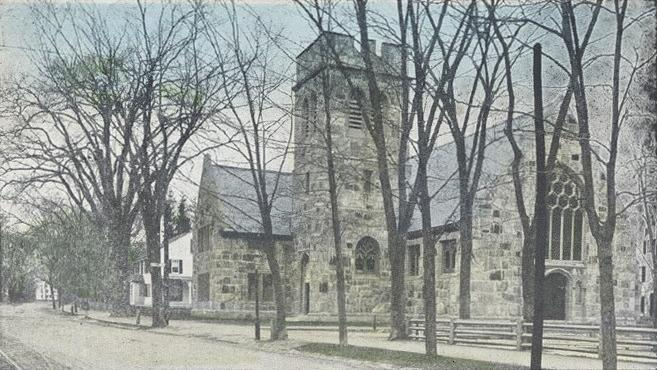
フィリップス教会、1911年

エクセターには著名な建築家による建築物がかなり多く現存している。エクセターの町の創立者家族の子孫であるアーサー・ギルマンは、1855年の旧町役場を設計した。1894年建設の旧公共図書館は現在エクセター歴史協会が入っており、ボストンの会社ロッチ・アンド・ティルデンが設計した。同社で訓練を受けたラルフ・アダムズ・クラムは、1897年建設のフィリップス教会と、1911年建設のタック高校を設計した。クラムが作った会社、クラム・アンド・ファーガソンは1908年から1950年までフィリップス・エクセター・アカデミーの全体を設計した。最近では1971年に建設されたアカデミー図書館がルイス・I・カーンの設計だった。エクセター生まれの彫刻家ダニエル・チェスター・フレンチが、1922年に町の戦争記念碑を制作した。フレンチはワシントンD.C.のリンカーン記念堂にあるエイブラハム・リンカーンの像を制作したことで著名である。1916年にエクセターの町広場にあるスワシー・パビリオンを設計したヘンリー・ベイコンがリンカーン記念館を設計した。
町内の著名なものとしてスワシー・パークウェイがある。これはスカムスコット川沿いの桟橋と倉庫に代わったものである。またウォーター通りに1915年に建設されたイオカ劇場もある。この劇場はエクセターの判事で住人だったエドワード・メイアーが建設した。メイアーがこの劇場で最初に行ったのは、D・W・グリフィスの映画『國民の創生』の上映だった。この劇場の奇妙な名前はボーイスカウト運動に熱心な若い女性の提案だった。イオカはインディアンの言葉で運動場を意味している。

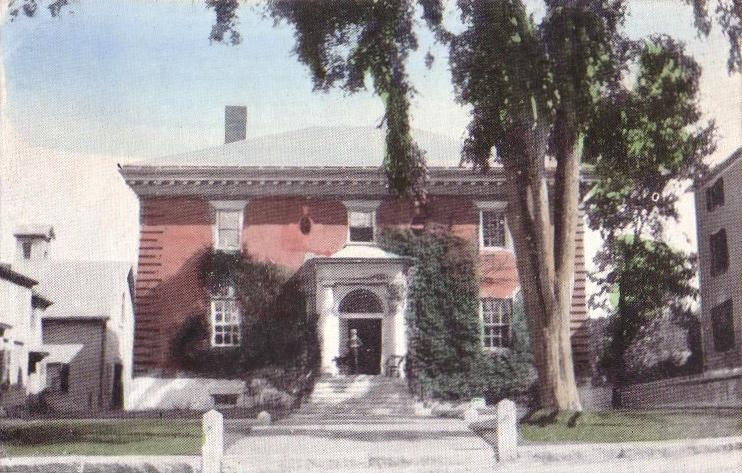
町役場、1912年頃
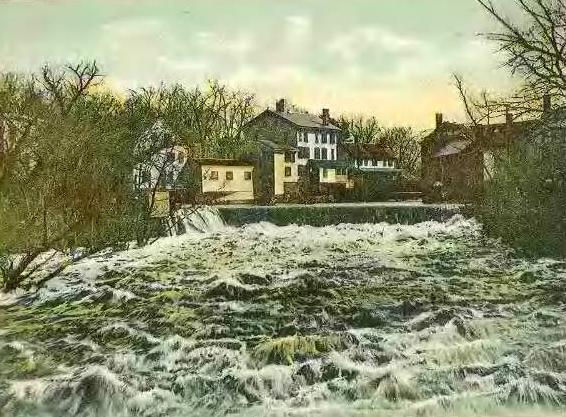
スカムスコット滝、1907年
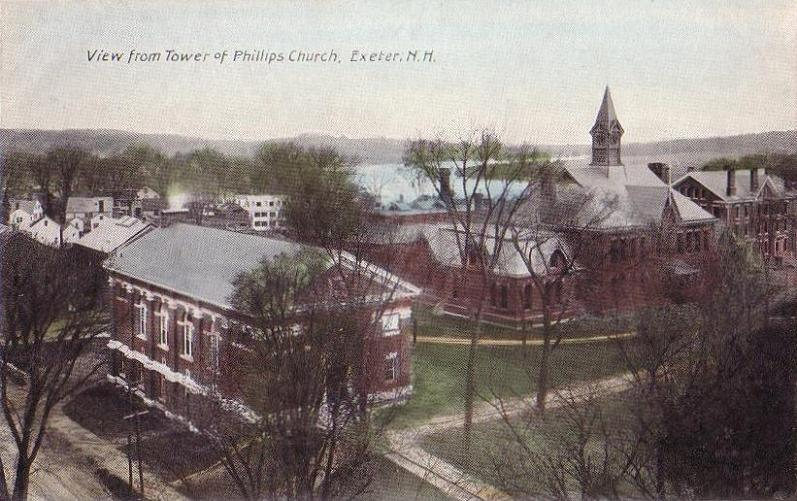
フィリップス・エクセター、1910年
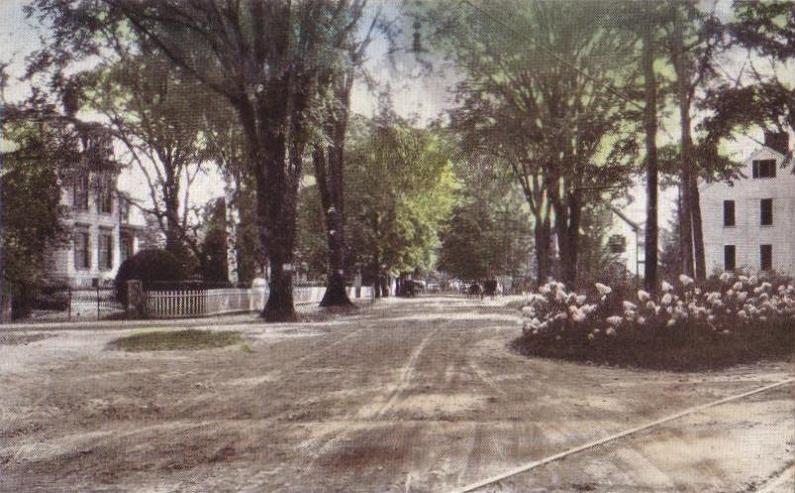
リンデン通り、1909年頃
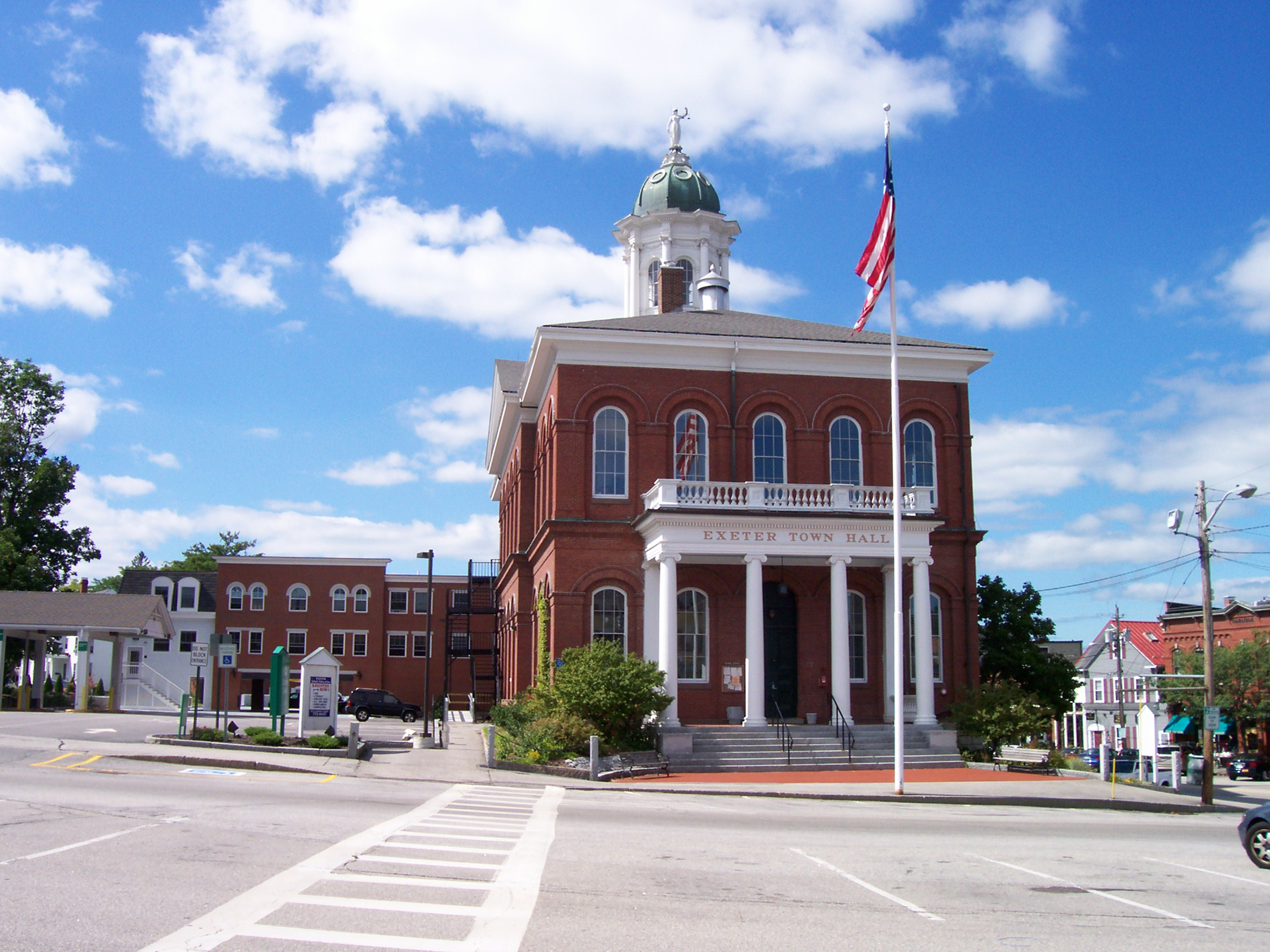
現在のエクセター町役場、2008年9月
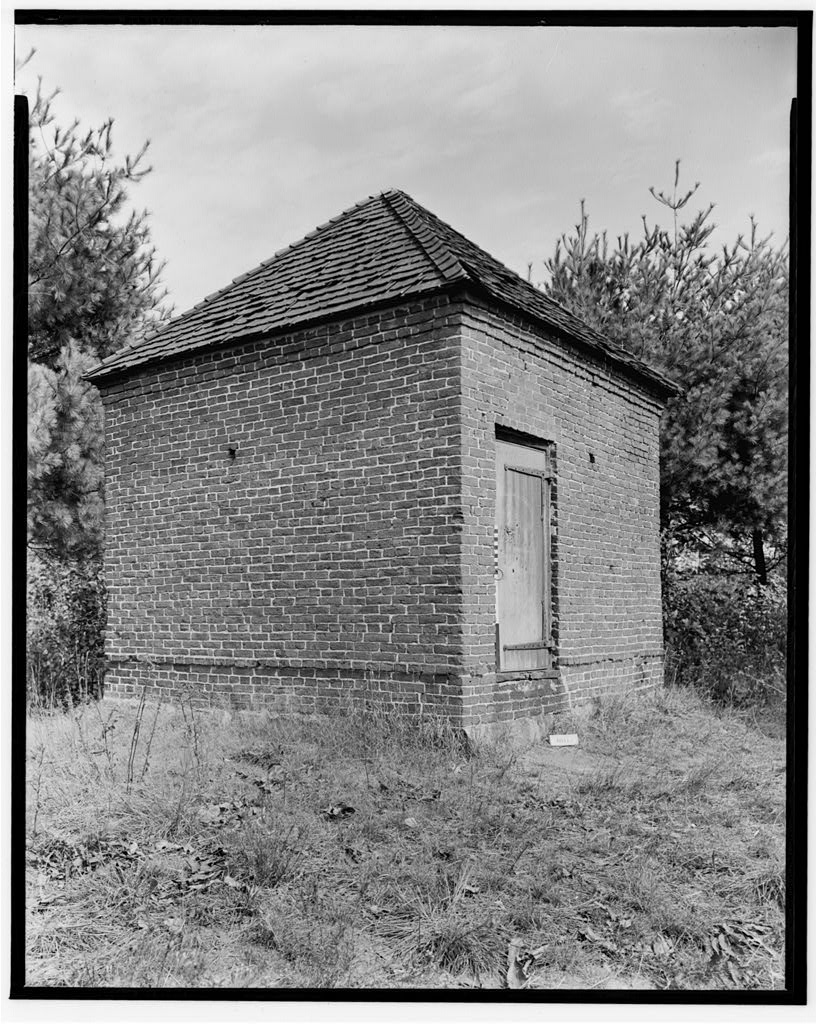
パウダー・ハウス、1936年
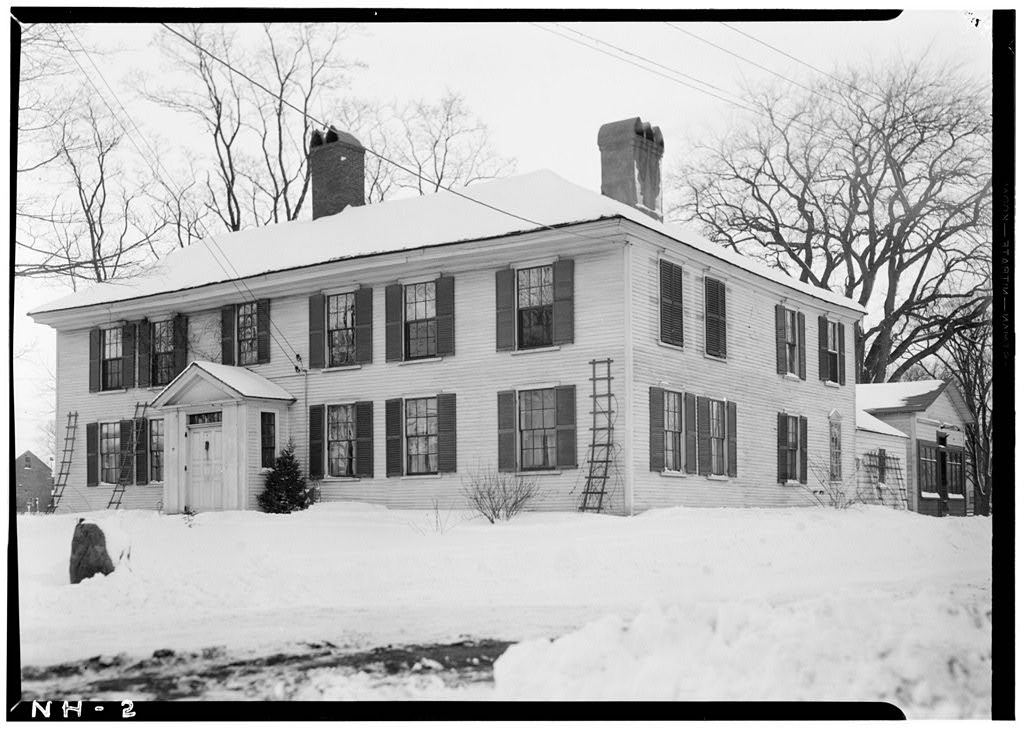
ギディングス酒場、1935年
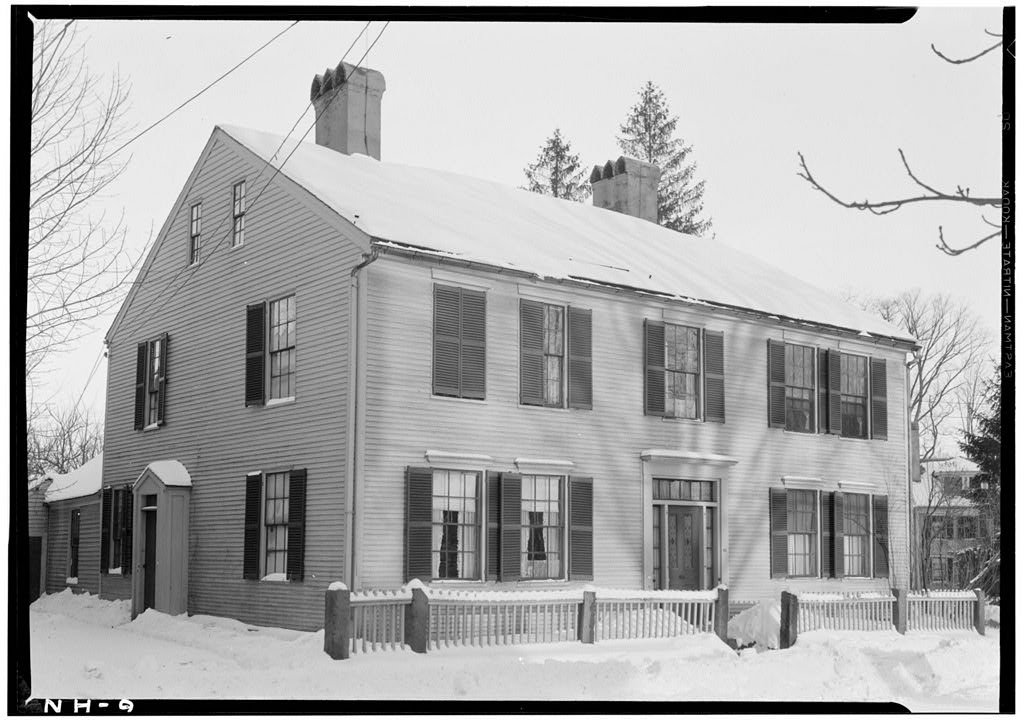
リバティ・エメリー邸、1935年
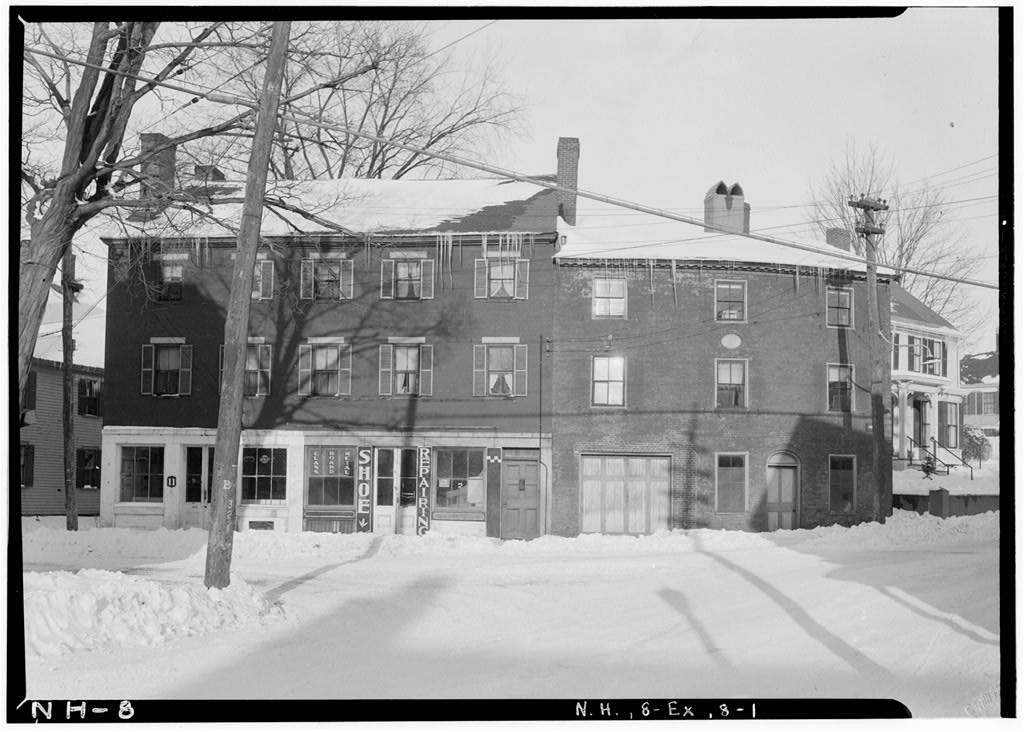
シメオン・フォルソム邸、1935年
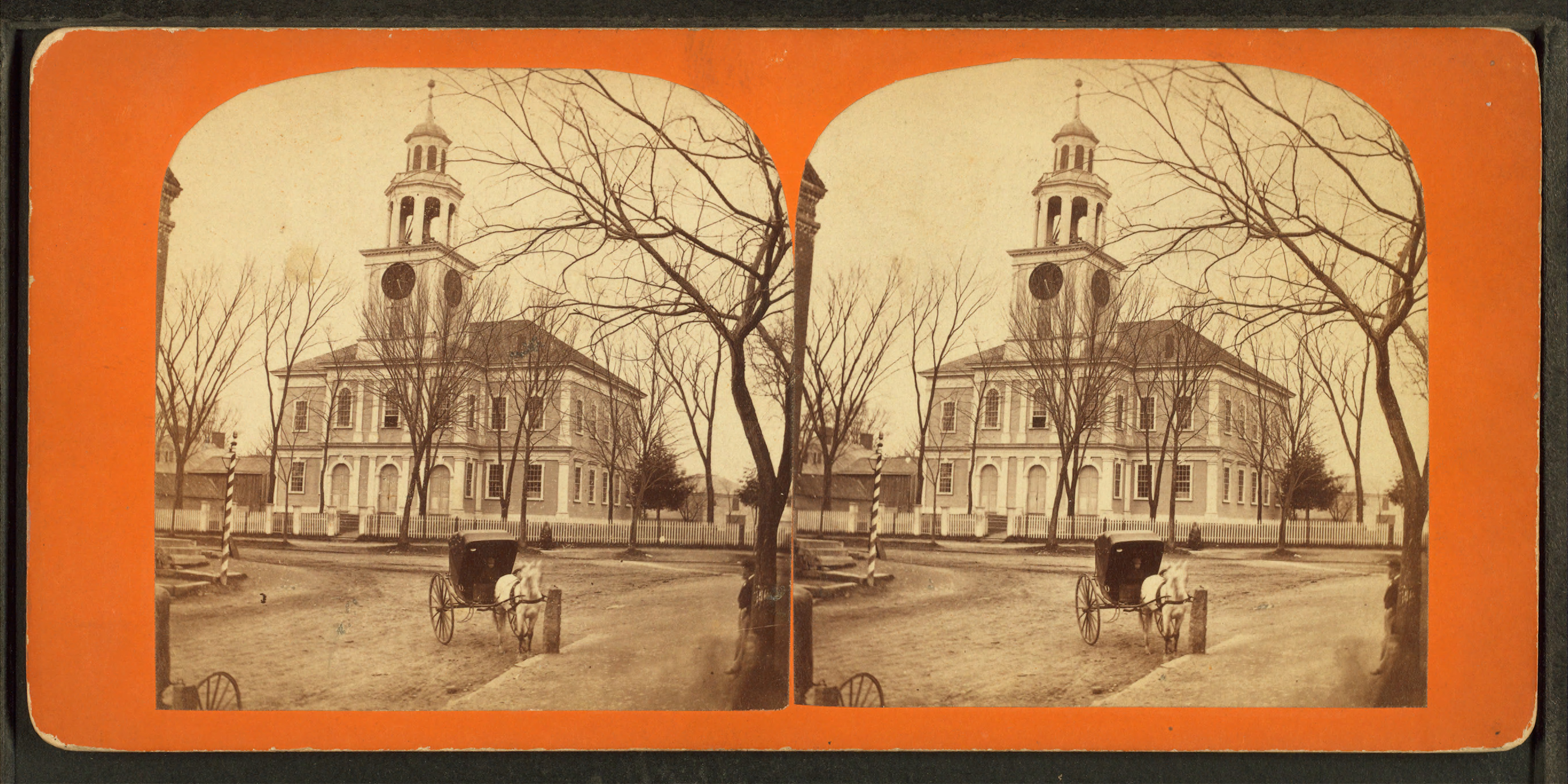
第一会衆派教会、1870年頃
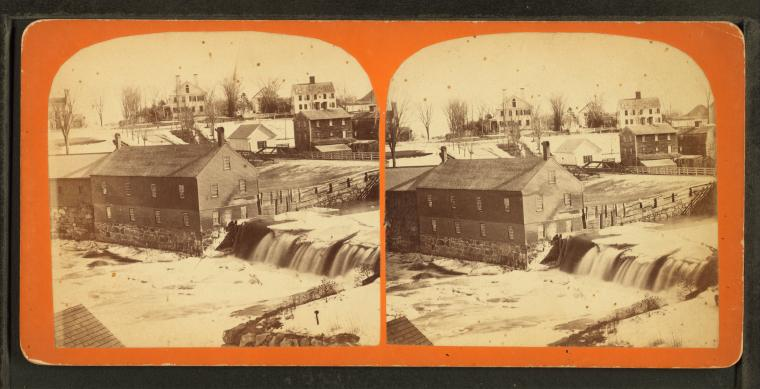
冬の下段滝、1870年頃
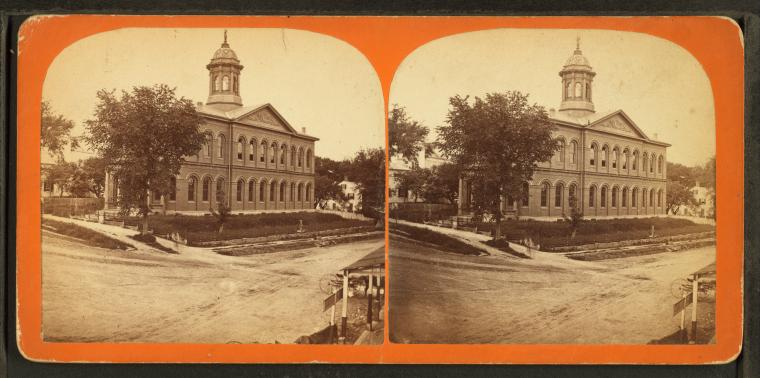
町役場、1870年頃
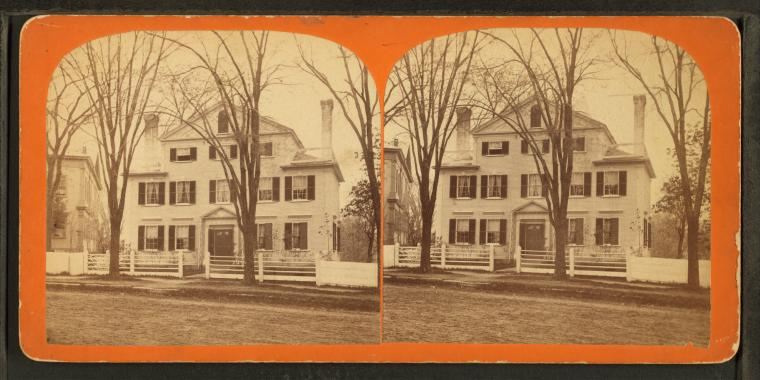
フロント通りのベローズ・ハウス、1870年頃
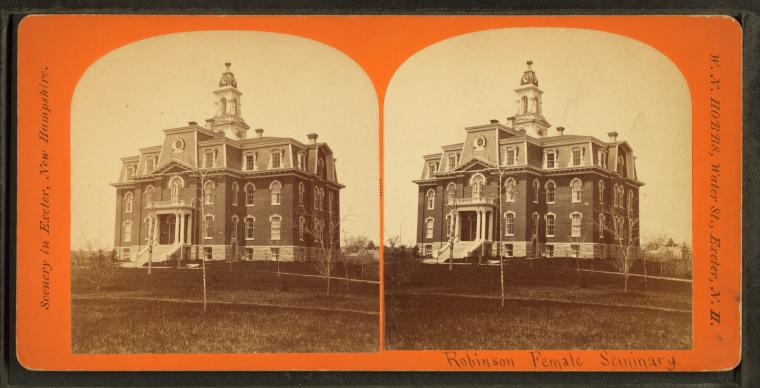
ロビンソン女子神学校、1870年頃
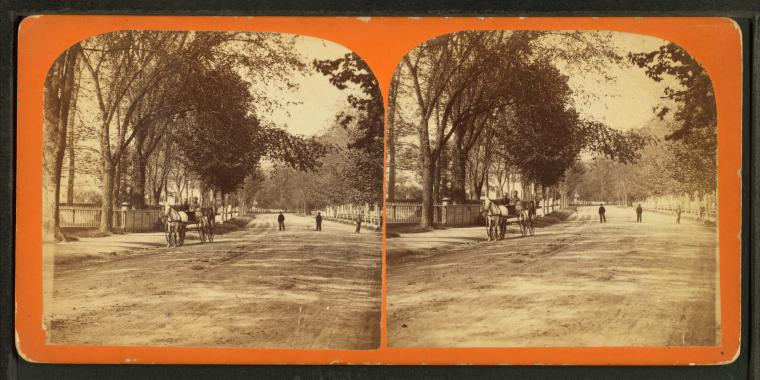
フロント通り、1870年頃
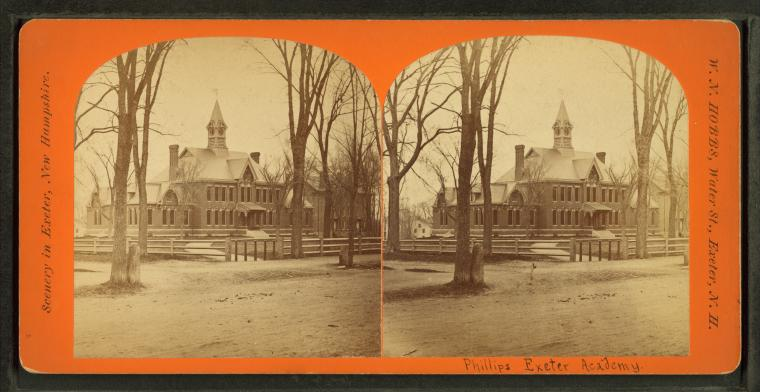
フィリップス・エクセター・アカデミー、1870年頃

## 地理
アメリカ合衆国国勢調査局に拠れば、町域全面積は20.0平方マイル (52 km2)であり、このうち陸地19.6平方マイル (51 km2)、水域は0.4平方マイル (1.0 km2)で水域率は1.85%である。町内をエクセター川が流れ、スカムスコット川に注いでいる。町内最高値点は、標高250フィート (76 m) のグレートヒルであり、町の南西隅に位置している。エクセターはピスカタカ川の流域に全体が入っている。
町の中心部は国勢調査指定地域になっており、総面積は4.5平方マイル (12 km2)であり、このうち陸地4.4平方マイル (11 km2)、水域は0.2平方マイル (0.52 km2)で水域率は3.74%である。

## 人口動態

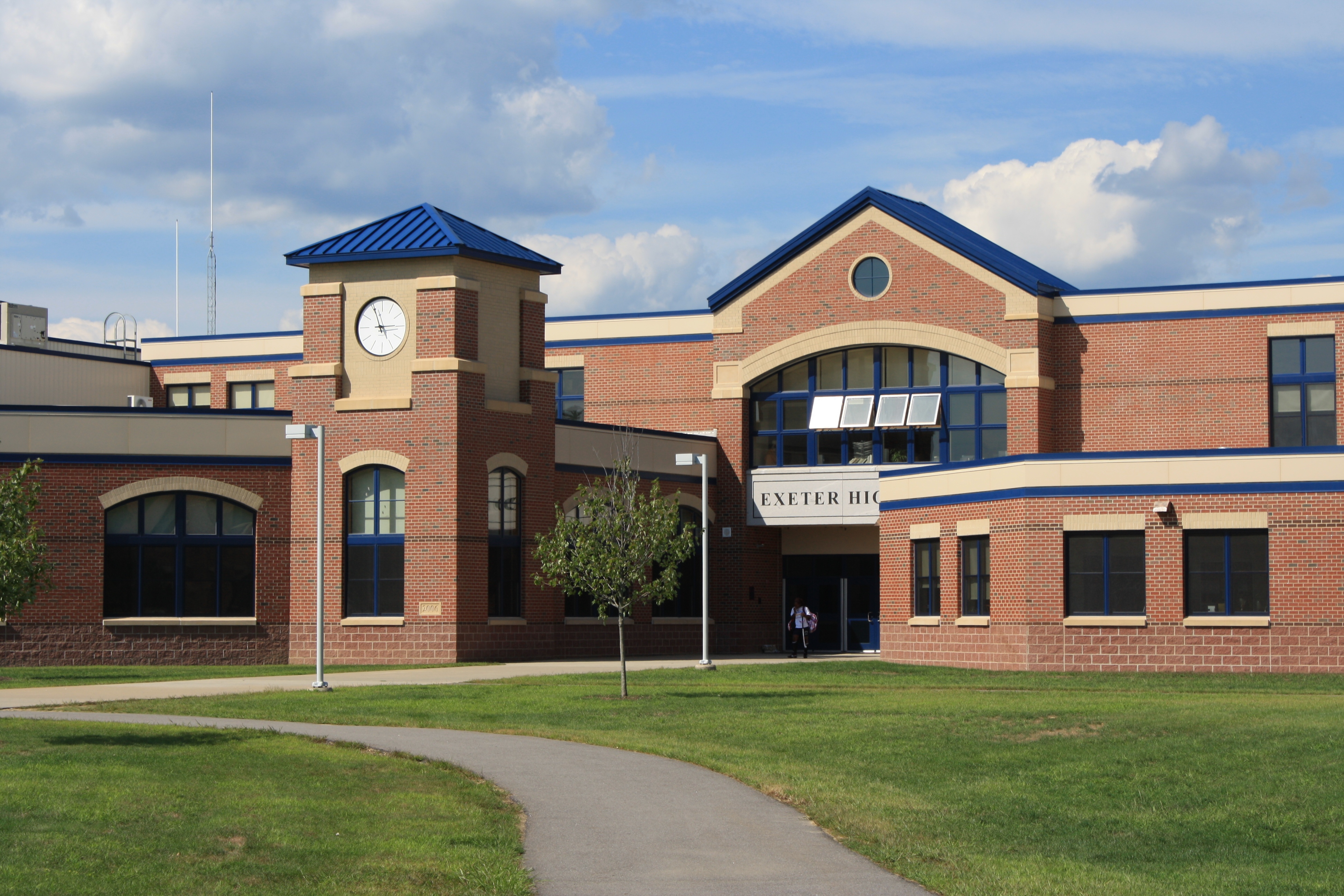
エクセター高校

以下は2010年国勢調査による人口統計データである。
| 基礎データ - 人口: 14,306 人 - 世帯数: 6,114 世帯 - 家族数: 3,729 家族 - 人口密度: 281.1人/km2（729.9 人/mi2） - 住居数: 6,496 軒 - 住居密度: 127.6軒/km2（331.4 軒/mi2） 人種別人口構成 - 白人: 95.5% - アフリカン・アメリカン: 0.6% - ネイティブ・アメリカン: 0.1% - アジア人: 2.0% - その他の人種: 0.2% - 混血: 1.6% - ヒスパニック・ラテン系: 1.77% 年齢別人口構成 - 18歳未満: 22.6% - 18-24歳: 6.0% - 25-44歳: 22.5% - 45-64歳: 30.8% - 65歳以上: 18.2% - 年齢の中央値: 44歳 - 性比（女性100人あたり男性の人口） - 総人口: 88.6 - 18歳以上: 84.9 | 世帯と家族（対世帯数） - 18歳未満の子供がいる: 29.1% - 結婚・同居している夫婦: 47.5% - 未婚・離婚・死別女性が世帯主: 9.8% - 非家族世帯: 39.0% - 単身世帯: 32.5% - 65歳以上の老人1人暮らし: 15.2% - 平均構成人数 - 世帯: 2.28人 - 家族: 2.92人 収入と家計 - 収入の中央値 - 世帯: 68,777米ドル - 家族: 95,435米ドル - 性別 - 男性: 64,632米ドル - 女性: 41,088米ドル - 人口1人あたり収入: 38,018米ドル - 貧困線以下 - 対人口: 5.7% - 対家族数: 2.5% - 18歳未満: 7.2% - 65歳以上: 4.1% |

### 町の中心
以下は国勢調査指定地域になっているエクセター中心部について、2010年国勢調査による人口統計データである。
| 基礎データ - 人口: 9,242 人 - 世帯数: 4,077 世帯 - 家族数: 2,368 家族 - 人口密度: 810.7人/km2（2,100.5 人/mi2） - 住居数: 4,342 軒 - 住居密度: 380.9軒/km2（986.8 軒/mi2） 人種別人口構成 - 白人: 95.3% - アフリカン・アメリカン: 0.6% - ネイティブ・アメリカン: 0.1% - アジア人: 2.0% - その他の人種: 0.2% - 混血: 1.8% - ヒスパニック・ラテン系: 1.6% | 年齢別人口構成 - 18歳未満: 22.1% - 18-24歳: 6.7% - 25-44歳: 24.2% - 45-64歳: 31.8% - 65歳以上: 15.4% - 年齢の中央値: 43歳 - 性比（女性100人あたり男性の人口） - 総人口: 90.2 - 18歳以上: 86.7 世帯と家族（対世帯数） - 18歳未満の子供がいる: 28.3% - 結婚・同居している夫婦: 42.4% - 未婚・離婚・死別女性が世帯主: 11.6% - 非家族世帯: 41.9% - 単身世帯: 34.5% - 65歳以上の老人1人暮らし: 13.5% - 平均構成人数 - 世帯: 2.23人 - 家族: 2.88人 | 収入と家計 - 収入の中央値 - 世帯: 61,367米ドル - 家族: 86,852米ドル - 性別 - 男性: 59,196米ドル - 女性: 39,583米ドル - 人口1人あたり収入: 34,685米ドル - 貧困線以下 - 対人口: 7.2% - 対家族数: 3.3% - 18歳未満: 11.1% - 65歳以上: 4.9% |

## 交通

### 鉄道

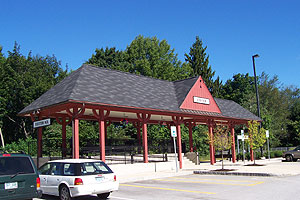
エクセター駅

エクセター駅はリンカーン・ストリート60にある。ブランズウィックとボストン間の昼行中距離列車ダウンイースター号が1日5往復停車する。

### 道路
ニューハンプシャー州道101号線の出口が町内に4か所ある。また州間高速道路95号線は町の東約8キロメートルにある。州道27号線、同85号線、同108号線、同111号線が松の中心で交差し、州道88号線は町の東部を通っている。

## 経済
1990年、武器製造のシグラムズがエクセターに移って来た。2000年10月に、マイケル・ルークとトマス・オートマイアーに買収されたときに、社名をSIGサウアー Inc.に変更した。今日のSIGサウアーは、世界でも最大級の武器製造会社になっている。アメリカ合衆国でも成長速度の高い武器製造会社であり、2005年以降で売上高を50%近く増加させた。近年では労働力を3倍にし、最新鋭の製造設備と装置に1,800万ドルを投資した。
SIGサウアーに拠れば、アメリカ合衆国の警官の3分の1はSIGサウアーの武器を使っている。

## 見どころ
- アメリカ独立博物館[26]
- エクセター会衆派教会[27]、1638年設立
- クライスト聖公会教会[28] 、1865年設立
- エクセター歴史協会と博物館[29]
- ギルマン・ガリソン邸[30]、1709年建設
- フィリップス・エクセター・アカデミー[31]
- エクセター高校[32]
- エクセター・イン[33]

## 出身人物
- ジョン・アーヴィング - 小説家[34]。
- クリス・カーペンター - 元プロ野球選手（投手）[35]。
- グランヴィル・ヒックス（英語版） - 小説家・批評家・編集者[36]。